# Свято-Покровський храм (Ромашки)
Свято-Покровський храм — православний храм у селі Ромашки, Білоцерківського району, Київської області був збудований у 1843 році у стилі класицизму у вигляді базиліки зі спрощеними деталями: невеликим ґанком з колонами та двома невисокими вежами-дзвіницями. Насправді церква вражає масивністю та архітектурним рішенням як для сільської місцевості.

## Історична довідка
Село Ромашки розташоване на правому березі річки Гороховатки (ліва притока Росі), за 12 км на північний схід від районного центру і залізничної станції Рокитне.
У 1773р. священик Федір Куліковський побудував в селі дерев’яну Покровську церкву з дзвіницею.
У 1843 році поміщиця Трофимова біля давнішої дерев'яної церкви з дзвіницею збудувала кам'яну трьохпрестольну. Як бувало й раніше в провінції, для будівництва використовували старий проект, створений на рубежі 18-19 століть у стилі розвинутого класицизму. Класицизм, підкреслений розмірами будівлі та рідкісними для православних храмів Наддніпрянщини баштами-дзвіницями, ставить ромашківську церкву в один ряд з найвидатнішими пам'ятками архітектури України. Стара ж церква до 1880 року використовувалася як тепла, а 1880 року її було перенесено у сусіднє село Савинці, де первісна Покровська церква, звісно, дещо перебудована та добудована, існує і тепер.

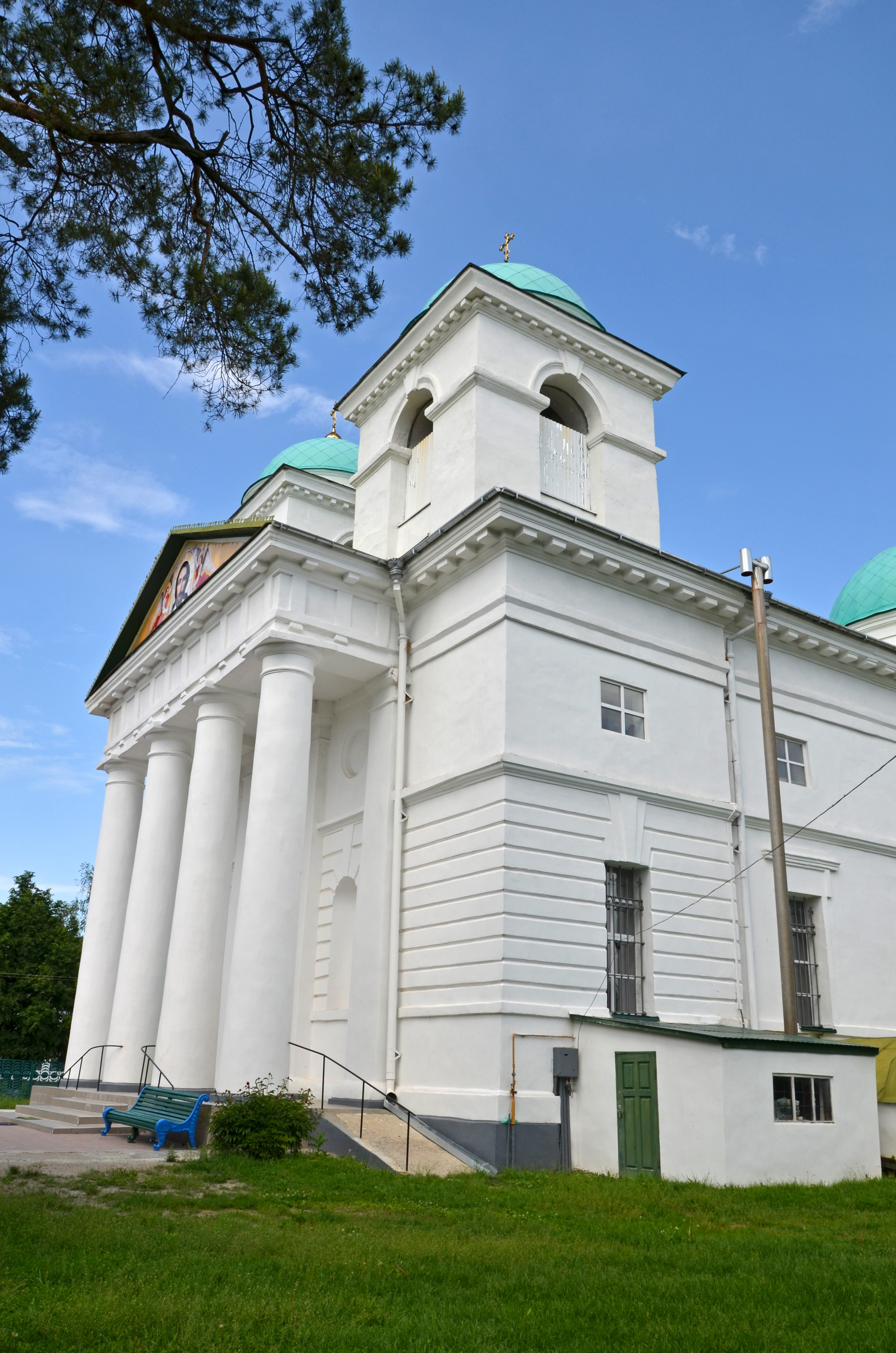
Покровська церква (мур.), село Ромашки (Білоцерківський район)

Побудована вона з цегли товщиною 1,5 м, з амбразурами на висоті, з якої можна прострілювати місцевість навкруги на велику відстань. Під час Великої Вітчизняної війни німецькі загарбники при відступі використали церкву проти радянських військ. Вона прийняла на себе удари куль, снарядів, мін, але залишилася цілою. Храм настільки вражає, що навіть радянська влада не наважилась його зруйнувати.
З липня 2002 року, внаслідок пожежі, всередині храму проводяться відновлювально-реставраційні роботи. На 2016 рік роботи завершені зовні та всередині.
Церква є трьохпрестольною, центральний – Покрова Пресвятої Богородиці, а два суміжні – Святителя Миколая і преподобного Антонія Печерського.
Настоятель храму — ієрей Петро Коваленко.
Клірові відомості, метричні книги, сповідні розписи церкви Покрова Пресвятої Богородиці с. Ромашки Ольшаницької волості Васильківського пов. Київської губ. зберігаються в ЦДІАК України. http://cdiak.archives.gov.ua/baza_geog_pok/church/roma_011.xml [Архівовано 10 липня 2019 у Wayback Machine.]

## Архітектура
Церква збудована у вигляді базиліки зі спрощеними деталями і декором, який обмежений штукатуркою поверхонь, дощатим рустом на кутах, розфарбуванням в два улюблених кольору класицизму — жовтий фон, білі деталі. Західний фасад Покровської церкви прикрасив чотириколонний портик з трикутним фронтоном і дві невисокі дзвіниці-вежі. Дахи криті залізом, пофарбовані в зелений колір, що перегукується з кольором навколишньої рослинності. Стіни храму прикрашені двома ярусами вікон, в першому ярусі — видовжені, у другому — квадратні, як було типово для дворянських садиб часів тих часів. Лиштва біля вікон відсутня. Східний фасад створює єдина абсида, прикрашена зовні дощатим рустом і круглими вікнами.
Обмаль декору за край компенсована вишуканою стриманістю всіх фасадів Покровської церкви та величним силуетом, притаманним лише храмовим спорудам в столиці. Храм справляє враження видатної столичної споруди, проект якої був використаний ще й в сільській місцевості. 
Прикладами цього типу базилікальних храмів є:
- Троїцький собор Олександро-Невської лаври (архітектор Старов Іван Єгорович);
- П'ятницька церква в садибі Липяги (1826-1834), близька за часом побудови до храму в селі Ромашки під Києвом;
- Церква Димитрія Солунського в садибі Печетово військового губернатора Петербурга Голенищева-Кутузова;
- Успенська церква на Могильцях в Москві (архітектор Ніколя Легран).